# テトラクロロエチレン
テトラクロロエチレン (tetrachloroethylene) はドライクリーニングや化学繊維、金属の洗浄などの目的で工業的に生産されている化合物である。他の化合物の原料としても用いられ、一般商品にも使われている。
IUPAC命名法ではテトラクロロエテン（四塩化エテン）であるほか、別名や略称としてパークロロエチレン（過塩化エチレン）、パーク (perc)、PCEがある。室温で不燃性の液体である。空気中に蒸発しやすく、鋭く甘い悪臭を持つ。ほとんどの人は空気中に 1 ppm 存在するだけで臭いを感じ、さらに低い濃度であっても感じる人もいる。
マイケル・ファラデーが1821年に、ヘキサクロロエタンを加熱してテトラクロロエチレンと塩素に分解する方法で、最初に合成した。

## 生産
大部分がエチレンから 1,2-ジクロロエタンを経て生産されている。1,2-ジクロロエタンを塩素の存在下で 400 ℃に加熱すると、以下の化学反応によりテトラクロロエチレンが生成する。
{\displaystyle {\ce {{ClCH2CH2Cl}+ 3Cl2 -> Cl2C={CCl2}+ 4HCl}}}
この反応は塩化カリウムと塩化アルミニウム、または活性炭で触媒される。トリクロロエチレンはこの反応の主な副生成物であるが、これらは共に有用な化合物なので、典型的な生産過程では両方の生成物を回収し、蒸留によって分離するのが一般的である。
テトラクロロエチレンは、他の化学合成過程から危険な廃棄物として得られてくる、部分的にクロロ化された軽炭化水素からも作ることができる。それらの化合物と過剰量の塩素を加熱すると、テトラクロロエチレン、四塩化炭素、塩化水素の混合物が得られる。

## 用途
大部分が溶媒として使われる。ほとんどの有機化合物はテトラクロロエチレンに溶解する。ドライクリーニングにも使われる溶媒である。自動車の部品などの金属製工業製品から油を洗い落とすのにも使われる。
HCFC-134a などの冷媒を製造する際の中間体としても広く用いられている。
映画フィルムの洗浄のほか、フィルムと屈折率が近い性質を利用して、大型のプリンターやスキャナーにフィルムを浸す容器を設けて液体を満たし、傷を軽減する「ウェットゲート」にも用いられて来た。管理が厳しく制限が多い21世紀に入ってもデジタル修復の前段階で利用される事がある。

## 身体への影響と安全性
多くのハロゲン系炭化水素と同じく中枢神経を麻痺させ、（特に密閉された換気の悪い場所で）蒸気を吸い込むと、めまい、頭痛、眠気、錯乱、吐き気、言語障害、歩行困難、意識不明などの症状におちいることがあり、時には死亡する。
高濃度にさらされる職場で、繰り返し、あるいは広範囲にわたって肌に触れさせると、脂肪が洗い流されてしまうことによって皮膚が激しい炎症を起こす場合がある。
土壌汚染の原因物質として報道されることが多い。これは使用している工場（ドライクリーニング店）の数が多く、最近まで廃棄の規制がなかったため、地下へ浸透させてしまったことが直接的な原因である。また、物性（1.粘性が低いため土粒子間にとどまりにくい、2.土壌との反応があまりなく吸着しにくい、3.比重が水よりも重いため深部へと拡散しやすい、4.原液が少量でも水質基準が厳しいため膨大な汚染となる）と、地盤中に染み込んでいる（臭気・色など汚染を体感しにくい）などの特性により、地下水へ汚染が移動し、広域に汚染を拡散させてしまうことも、原因としてあげられる。
工場においては、大部分の作業者は明らかな神経系への影響が現れるよりは低い濃度にさらされている。典型的な職場環境で見られる被曝濃度におけるテトラクロロエチレンの健康への影響は、完全には定まっていない。
いくつかの研究結果は、テトラクロロエチレンへの被曝量がより多くなるドライクリーニング店で働く女性は、生理不順や流産の割合がそうでない女性に比べて多いことを示唆している。しかしながら、他の可能性が考慮されていないため、これらの問題がテトラクロロエチレンによるものかは明らかでない。
動物実験により、人間が普通さらされるよりも高い濃度下におかれた場合、肝臓や腎臓に損傷を受ける可能性があることが示されている。また非常に高濃度のテトラクロロエチレンはラットやマウスの胎児に対し有毒である。胎児である間に高濃度のテトラクロロエチレンを吸入したラットの子供は行動に変化が起こることが観察されている。また、ラットによる試験では発がん性が確認されており、国際がん研究機関によるIARC発がん性リスク評価で、Group2A（ヒトに対する発癌性がおそらくある）に指定されている。そのため、労働安全衛生法の第二類物質特別有機溶剤等に指定されている。また、排出は厳格に規制される。
化学物質の審査及び製造等の規制に関する法律 (化審法) 昭和四十八年 法律百十七号 第二条 3により第二種特定化学物質として指定されている。

## PCEの検査

### 人体
テトラクロロエチレンへの被曝をテストする1つの方法は、アルコールの呼気検査で血中アルコール濃度を測定するのと同様に、呼気中の量を測定することである。
体内で脂肪中に貯蔵され血液中に少しずつ出て行くので、重度の被曝の後は数週間呼気から検出される。
テトラクロロエチレンとその分解生成物であるトリクロロ酢酸 (trichloroacetic acid, TCA) は血液から検出できる。これらの試験は比較的簡単である。大部分の病院ではできないが、必要な装置がある試験所で行える。他の化合物への被曝によっても、テトラクロロエチレンの場合と同じ分解生成物が尿や血液中で生成することがあるので、この試験では両者のうちどちらに被曝したかを決定することは出来ない。